# Abracadabra
Pentru un program de televiziune, vezi Abracadabra (emisiune).
Abracadabra este un cuvânt-formulă care a fost utilizat de-a lungul întregului Ev Mediu. Se credea că este de-ajuns să porți în jurul gâtului acest gen de filacteră (talisman), scrisă în dispunere triunghiulară, ca să alungi prin vrajă anumite boli și să vindeci febra (PLAD).

## Prima citare
Studii istorice au arătat că expresia „Abracadabra” a fost folosită pentru prima oară într-un text din secolul al II-lea î.e.n., denumit Liber Medicinalis, tratat cunoscut și sub titulatura De Medicina Praecepta Saluberrima, lucrare scrisă de învățatul roman Quintus Sammonicus Serenus. Cartea lui Serenus cuprindea o serie de tehnici de vindecare populare ce fuseseră preluate de la Pliniu cel Bătrân, între care și formula magică „Abracadabra”, care era inscripționată de medici pe amuletele folosite la vindecarea bolilor.

## Etimologie și simbolistică
Cuvântul „Abracadabra” ar proveni din ebraicul abreg ad hābra, care înseamnă trimite trăsnetul tău până la moarte. În ebraică, el se compune din nouă litere. „Așezarea lui aleph pe latura stângă a triunghiului joacă un rol magic prin prezența sa repetată de nouă ori” (MARA, 48). Dispunerea literelor în triunghi răsturnat îndreaptă în jos energiile de sus pe care talismanul urmărește să le capteze:
A - B - R - A - C - A - D - A - B - R - A

A - B - R - A - C - A - D - A - B - R

A - B - R - A - C - A - D - A - B

A - B - R - A - C - A - D - A

A - B - R - A - C - A - D

A - B - R - A - C - A

A - B - R - A - C

A - B - R - A

A - B - R

A - B

A
Figura trebuie, deci, văzută în trei dimeniuni: ea reprezintă atunci o pâlnie, în care literele magice, alergând pieziș din partea superioară evazată către cea de jos, care se îngustează, formează liniile de forță ale unui puternic vârtej. Vai de forțele rele pe care le înghite! Ele dispar pentru totdeauna din lumea diurnă, fiind atrase în abisul de unde nimic nu se mai întoarce.
Formula Abracadabra răspunde, în acest spirit, acelorași frământări care au dus la inventarea amuletelor, talismanelor și pentaclurilor (talisman în formă de pentagramă). Toate formulele, pentru care Abracadabra nu este decât un exemplu, se sprijină pe un simbolism străvechi. S-au făcut apropieri cu unul dintre numele lui Mithra, zeul solar, sacrificator și mântuitor.
Ca și amuletele, talismanele și pentaclurile, ele încearcă să-i ofere omului un semn de protecție, armonizându-l cu legile misterioase care guvernează lumea și punându-l în legătură cu puterile superioare.